# Bruno Migliorini
Bruno Migliorini (* 19. November 1896 in Rovigo; † 18. Juni 1975 in Florenz) war ein italienischer Linguist, Romanist, Italianist und Esperantist.

## Leben und Werk
Migliorini studierte in Venedig, in Padua und in Rom bei Ernesto Monaci (1844–1918) und Cesare De Lollis (1863–1928). Von 1920 bis 1933 lehrte er romanische Sprachwissenschaft in Pisa und war von 1930 bis 1933 Redakteur an der Enciclopedia Italiana. Von 1933 bis 1938 war er als Nachfolger von Angelo Monteverdi Ordinarius für romanische Philologie in Fribourg, von 1938 bis 1967 Inhaber des ersten italienischen Lehrstuhls für die Geschichte der italienischen Sprache (Universität Florenz). Dort gründete er 1939 mit Giacomo Devoto die Zeitschrift Lingua Nostra. Von 1949 bis 1963 war er Präsident der Accademia della Crusca, ab 1958 auch Mitglied der Accademia dei Lincei. Sein Leben lang war er prominent in der Esperanto-Bewegung und in der Sprachpflege des Italienischen engagiert.

## Sprachpolitisches Schaffen
Migliorini gilt gemeinhin als Vordenker des italienischen Neopurismus. Er lehnte die zur damaligen Zeit vorherrschende Idee des Purismus aufgrund ihrer grundsätzlichen Feindseligkeit gegenüber jeglicher sprachlichen Innovation ab und warb dafür, einen Unterschied zu machen zwischen Wortneuschöpfungen und Fremdwörtern. Auch setzte er sich dafür ein, nicht nur italienische Gegebenheiten in sprachpolitische Überlegenheiten mit einzubeziehen, sondern den Blick auf die europäischen Nachbarn auszuweiten. Darüber hinaus wollte er die Fokussierung des Purismus auf die Literatursprache überwinden: 
Il carattere esenziale del purismo é la sua lotta contra ogni specie di innovazione. Il neopurismo, distinguendo tra forestierismi i neologismi, vuole saggiare gli uni e gli altri alla luce della linguistica strutturale e funzionale (....). D’altra parte il purismo teneva d’occhio esclusivamente l’Italia; il neopurismo vuol servire alle necessitá italiane, ma reputerebbe cattiva politica quella di chiudere gli occhi alla realtá europea. Il purismo aveva di mira sopratutto la lingua letteraria; il neopurismo estende lo sguardo anche alle lingue speciali

## Werke
- Manuale di Esperanto, San Vito al Tagliamento 1922
- Dal nome proprio al nome comune. Studi semantici sul mutamento dei nomi propri di persona in nomi comuni negl’idiomi romanzi, Genf 1927
- I nomi maschili in –a, Rom 1934
- Storia della lingua italiana, Florenz 1937, 12. Auflage, mit Einführung durch Ghino Ghinassi, Mailand 2007 (38+761 Seiten), englisch: The Italian Language, abridged and recast by T. G. Griffith, London 1966, spanisch 1969
- Lingua contemporanea, Florenz 1937, zuletzt 1957 (cf. La lingua italiana d’oggi, 1957)
- Saggi sulla lingua del Novecento, Florenz 1941
- Lingua letteraria e lingua dell’uso, Spoleto 1942
- Pronunzia fiorentina o pronunzia romana?, Florenz 1945
- Vocabolario della lingua italiana (zusammen mit Giulio Cappuccini), Turin 1945 (cf Vocabolario 1965)
- Linguistica, Florenz 1946
- Che cos’è un vocabolario?, Florenz 1946, 1951, 1961
- Lingua e cultura, Rom 1948
- Lingua e stile. Nozioni di grammatica, stilistica e versificazione (zusammen mit F. Chiappelli), Florenz 1948
- Prontuario etimologico della lingua italiana (zusammen mit Aldo Duro), Turin 1949
- Testi non toscani del Trecento (hrsg. zusammen mit Gianfranco Folena), Modena 1952
- La lingua italiana d’oggi, Turin 1957, zuletzt 1967
- Saggi linguistici, Florenz 1957
- Parole nuove. Appendice di dodicimila voci al «Dizionario moderno» di Alfredo Panzini, Mailand 1963
- Vocabolario della lingua italiana. Edizione rinnovata del vocabolario della lingua italiana di Giulio Cappuccini e Bruno Migliorini, Turin 1965 (1637 Seiten), 1978, 1986
- Breve storia della lingua italiana (zusammen mit Ignazio Baldelli), Florenz 1965 (372 Seiten), 19. Auflage 1991
- Dizionario d’ortografia e di pronunzia (zusammen mit Carlo Tagliavini und Piero Fiorelli), Turin 1969, später unter dem Sigel DOP
- Lingua d’oggi e di ieri, Caltanissetta/Rom 1973
- Parole d’autore (Onomaturgia), Florenz 1975
- Cronologia della lingua italiana, Florenz 1975
- Parole e storia, Mailand 1945